# لباکزه
لباکزه (آلمانی: Leberkäse، به معنای «پنیرجگر») نوعی خوراک گوشت متداول در اتریش، جنوب آلمان و بخشهایی از سویس است. در بایرن، شوابن، فرانکونی، به آن «لباکزه» به معنای پنیر جگر گفته می‌شود. Leber به معنای جگر و Käse به معنای پنیر است. در هلند به آن «Leverkaas» می‌گویند. در زارلاند، بادن، سویس و تیرول با نام Fleischkäse به معنای «پنیر گوشت» شناخته می‌شود.
برای تهیه لباکزه گوشت گاو و خوک را با مواد دیگر مانند ادویه‌ها، گاهی پنیر و گاهی فلفل تند خوب چرخ می‌کنند و سپس در قالب به صورت یک قرص به شکل نان در فر می‌پزند تا روی آن برشته و قهوه ای رنگ شود. انواع مختلفی از لباکزه با مواد مختلف و گوشتهای مختلف وجود دارد. معمولاً آن را بصورت گرم همراه با نان زمل، چاشنی خردل و خیار شور صرف می‌کنند.